# Cinq Hommes armés
Pour plus de détails, voir Fiche technique et Distribution.
Cinq Hommes armés (titre original : Un esercito di 5 uomini) est un film italien réalisé par Don Taylor et Italo Zingarelli, sorti en 1969.

## Synopsis
Mexique, 1914 : Luis Dominguez, criminel notoire, est contraint de se réfugier au Texas pour fuir la police. Il va à la rencontre de trois hommes et leur propose d'aider un énigmatique « Hollandais », ami commun de longue date de chacun. Ensemble, ils font évader Manuel Esteban, un révolutionnaire promis au peloton d'exécution. Esteban étant au courant qu'un convoi d'or transitera par train, les cinq hommes décident de se joindre au mouvement révolutionnaire et de s'emparer du chargement. Le train fortement armé les incitera à développer des trésors d'imagination. Mais le temps leur est compté…

## Fiche technique
- Titre original : Un esercito di 5 uomini
- Réalisation : Don Taylor et Italo Zingarelli
- Scénario : Marc Richards et Dario Argento
- Directeur de la photographie : Enzo Barboni
- Montage : Sergio Montanari
- Musique : Ennio Morricone
- Production : Italo Zingarelli
- Genre : Western spaghetti
- Pays :  Italie
- Durée : 105 minutes
- Date de sortie :
  -  Italie : 16 octobre 1969
  -  États-Unis : 20 février 1970
  -  Allemagne de l'Ouest : 26 mars 1970
  -  France : 22 mai 1970
- Affiche : Raymond Elseviers (Belgique)

## Distribution
- Peter Graves (VF : René Arrieu) : le Hollandais (Dutchman en VO)
- James Daly (VF : Michel Gudin) : Capitaine Nicolas Augustus
- Bud Spencer (VF : Claude Bertrand) : Mesito
- Nino Castelnuovo (VF : Maurice Sarfati) : Luis Dominguez
- Tetsurō Tanba : le samouraï
- Claudio Gora (VF : Jean-Henri Chambois) : Manuel Esteban
- Daniela Giordano : Maria
- Annabella Andreoli : Perla, la fille mexicaine
- Carlo Alighiero (VF : Jean-Claude Balard) : Capitaine Gutierrez
- Dan Sturkie (VF : Pierre Garin) : le crieur de foire à la grosse caisse
- Steffen Zacharias (VF : Georges Aubert) : le joueur de cartes
- Fortunato Arena (VF : Pierre Garin) : l'officier à cheval commandant le peloton d'exécution

## Autour du film
- À la photographie, on retrouve Enzo Barboni qui dirigera plus tard le duo Terence Hill-Bud Spencer à maintes reprises, entre autres dans les Trinita.
- Italo Zingarelli aura lui aussi l'occasion de travailler avec le duo sur le film Cul et chemise, en 1979.